# الگوا ۱۳۹۴
سیارک ۱۳۹۴ (به انگلیسی: 1394 Algoa، نامگذاری:1936LK) هزار و سیصد و نود و چهارمین سیارک کشف شده‌است که در ۱۲ ژوئن ۱۹۳۶ کشف شد.
قدر مطلق سیارک برابر ۱۲٫۵۰ است.